# Edward Marsh
Sir Edward 'Eddie' Howard Marsh (* 18. November 1872 in London; † 13. Januar 1953 ebenda; Pseudonym Edward Moore) war ein britischer Staatsbeamter, Übersetzer, Herausgeber, Schriftsteller und Kunstförderer.

## Leben und Arbeit

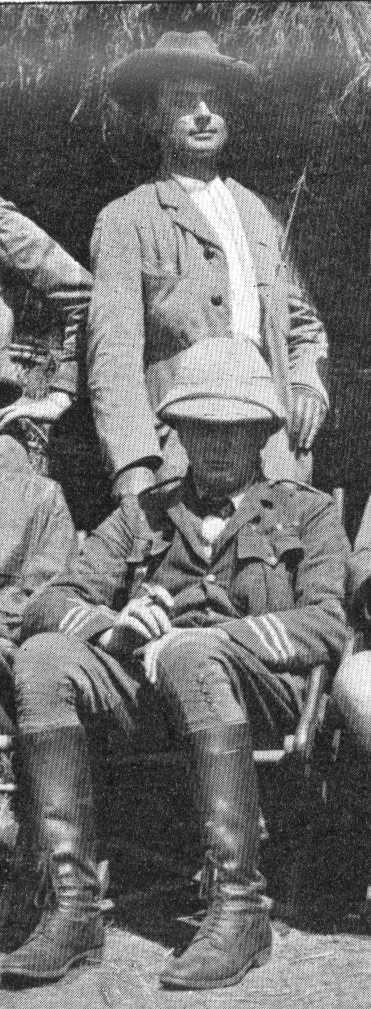
Marsh (stehend) mit Churchill in Afrika (1907).

Marsh wurde 1872 als Sohn von Frederick Howard Marsh und seiner Gattin Jane Marsh (geborene Perceval) in London geboren. Sein Vater war ein renommierter Chirurg und Dozent in Cambridge und Master am Downing College, seine Mutter, eine Enkeltochter von Spencer Perceval, dem 1812 ermordeten britischen Premierminister, war eine Krankenschwester und die Gründerin der Alexanderklink für Kinder mit Hüfterkrankungen (Alexander Hospital for Children with Hip Disease). Von zwei älteren Schwestern Marshs starb die eine bereits im Säuglingsalter, während die andere Sir Frederick Maurice heiratete.
Marsh besuchte die Westminster School und studierte danach am Trinity College der Universität Cambridge, wo er sich mit Bertrand Russell und G.E. Moore anfreundete und über Maurice Baring mit Edmund Gosse in Kontakt kam, der ihn in seinen Londoner Literaturzirkel aufnahm. In Oswald Sickerts Cambridge Observer tat Marsh sich in diesen Jahren zudem erstmals öffentlich hervor durch seine kritischen Aufsätze zum literarischen Geschehen seiner Zeit. Insbesondere sein leidenschaftliches Eintreten für die Werke Ibsens, die in den 1890ern erstmals in Großbritannien veröffentlicht wurden, zog lange vor dem Beginn seiner Beamtenkarriere beträchtliches Aufmerksamkeit in Fachkreisen auf ihn.
Nach dem Abschluss seiner Ausbildung in Cambridge ging Marsh in den Staatsdienst. 1896 übernahm er den Posten eines Beamten des gehobenen Dienstes (2nd Class Clerk) in der Australienabteilung des Kolonialministeriums, in der er als Hilfsprivatsekretär von Joseph Chamberlain und später, von 1903 bis 1905, von Alfred Lyttelton tätig war. Bis 1905 erreichte er den Rang eines „1st Class Clerk“ und wirkte zuletzt in der „Westafrika-Abteilung“ des Ministeriums.
Noch in den letzten Wochen desselben Jahres lud der junge Unterhausabgeordnete Winston Churchill – der nach dem Rücktritt der Regierung von Arthur James Balfour und der Übertragung der Regierungsverantwortung an die Liberale Partei unter Henry Campbell-Bannerman, vom angehenden Premierminister Bannerman für das Amt des Unterstaatssekretärs für die Kolonien designiert worden war – Marsh ein, sein Privatsekretär zu werden. Da Marsh, seiner homosexuellen Neigungen wegen, bekannt war, standen viele Leute aus Churchills persönlichem Umfeld, wie dessen Mutter Jennie Churchill, dieser Entscheidung kritisch gegenüber.
Marsh sekundierte Churchill, mit Unterbrechungen (1915–1917 und 1922–1924), von 1905/06 bis 1929 über einen Zeitraum von knapp dreiundzwanzig Jahren als dessen Privatsekretär wann immer dieser ein Regierungsamt bekleidete: So unterstützte er Churchill während dessen Tätigkeit als Unterstaatssekretär für die Kolonien (1906–1908), als Handelsminister (1908–1910), Innenminister (1910–1911), Marineminister (1911–1915), Kanzler des Herzogtums Lancaster (1915) und später als Munitionsminister (1917–1919), Kriegs- und Luftfahrtsminister (1919–1921) und Kolonialminister (1922), sowie – nach einer zweiten Pause – als Schatzkanzler (1924–1929).
In den Jahren, in denen Churchill keine offiziellen Staatsämter innehatte, und es dem verbeamteten Marsh daher unmöglich war für ihn zu arbeiten, übernahm Marsh andere Posten innerhalb des Staatsapparates: So agierte er von 1915 bis 1916 als Hilfs-Privatsekretär von Premierminister Asquith und später, von 1922 bis 1924, als Privatsekretär von Churchill Nachfolger als Kolonialminister, dem Herzog von Devonshire (1922–1924). Nach Churchills zweitem Sturz, 1929, verbrachte Marsh die letzten acht Jahre seiner Laufbahn, 1929 bis 1937, als Sekretär von James Henry Thomas, dem damaligen Minister für die Dominons (1929–1936) beziehungsweise von Thomas Nachfolger Malcolm MacDonald (1936–1937). Inhaltlich umfasste die Arbeit des Staatsdieners Marsh vor allem in traditionellen Verwaltungsaufgaben: So führte er den Terminkalender seines Chefs, begleitete diesen auf Reisen, koordinierte dessen engeren Mitarbeiterstab, sichtete und exzerpierte er Akten und Zeitungsartikel usw.
Nach seiner Pensionierung bekleidete Marsh die Ämter des Kurators der Tate Gallery (1937 bis 1944), des Vizepräsidenten der „Königlichen literarischen Gesellschaft“ (1943; Royal Society of Literature) und des Vorsitzenden der „Gesellschaft für Zeitgenössische Kunst“ (1937–1952; Chairman of the Contemporary Art Society). Marsh starb am 13. Januar 1953.

### Marsh als Übersetzer, Herausgeber, Lektor und Schriftsteller
Als Übersetzer veröffentlichte Marsh unter anderem englische Übertragungen der Fabeln von La Fontaine (1933; aus dem Französischen), der Oden des Horaz (1941; aus dem Lateinischen). Als Schriftsteller verfasste er seine persönlichen Erinnerungen an „Rupert Brooke“ (1918) sowie den Memoirenband A Number of People (1938), in dem er Denkwürdigkeiten zu beachtenswerten Personen der politischen wie literarischen Sphäre berichtet, mit denen er im Laufe seines Lebens zu tun hatte.
Zwischen 1912 und 1922 edierte Marsh, der als ein maßgeblicher Förderer der Georgianischen Schule der Dichtkunst (Georgian School of Poets) gilt, fünf einflussreiche Anthologie-Bände mit zeitgenössischer lyrischer Dichtkunst unter dem schlichten und selbstzeugnishaften Titel „Georgian Poetry“, darunter auch die Werke seines engen Freundes Rupert Brooke, der das Projekt angeregt hatte. Weitere Mitwirkende dieses Werkes waren Harold Monro, James Flecker, Walter de la Mare und D. H. Lawrence. 1917 folgten ihnen Siegfried Sassoon, Robert Graves und Robert Nichols nach. Außerdem verwaltete Marsh, nach dessen Tod im Ersten Weltkrieg, Brookes literarischen Nachlass und veröffentlichte auch dessen „Collective Poems“, die gesammelten Werke (1918). Für seinen Vorgesetzten und Freund Churchill und einige andere Autoren besorgte Marsh nebenbei die lektorenmäßige Durchsicht der Druckfahnen ihrer schriftstellerischen Erzeugnisse, die er in Hinsicht auf Grammatik, Rechtschreibung, Interpunktion, Stil, Doppelungen u. ä. durchsah, wobei besonders seine Detailgenauigkeit auffiel. Außerdem überlieferte Marsh zahlreiche von Churchills berühmten Bonmots und Kalauern.
Zudem war Edward Marsh ab 1918 als Jurymitglied im Komitee der Vergabe des Hawthornden-Preises tätig, dem ältesten Literaturpreis in Großbritannien.

### Marsh als Kunstsammler und -förderer
Auf Anregung seines Freundes Neville Bulwer-Lytton, 3. Earl of Lytton, den er 1896 kennenlernte, entwickelte Marsh ein reges Interesse an moderner Kunst. Mit Hilfe von Robert Ross, dem Besitzer der Carfax Gallery, erwarb er 1904 die Horne Collection, eine Sammlung von Bleistiftzeichnungen, die den Grundstock seiner Sammlung wurden und ihn beinahe über Nacht zu einem der bedeutendsten privaten Kunstsammler Großbritanniens machte.
In seinen ersten Jahren als Sammler spezialisierte Marsh sich zunächst auf britische Wasserfarbenmaler wie Thomas Girtin, Paul Sandby, John Sell Cotman und Alexander und John Robert Cozens. Für zeitgenössische britische Kunst begann er sich verstärkt zu interessieren, nachdem er 1911 ein modernes Gemälde des Malers Duncan Grant erwarb. Seither trat er auch als Förderer von Künstlern wie Mark Gertler, Paul Nash und Stanley Spencer auf. Bis 1914 hatte er den Kern „of what became one of the most valuable collections of modern work in private hands“ zusammengetragen.
Churchill rühmte Marsh später, in seinem Nachruf in der Times, als „a deeply instructed champion of the arts“".

### Beziehung zu Brooke, Churchill, Novello und Sassoon
Im Zuge seiner Tätigkeit als Herausgeber literarischer Werke kam Marsh in engen Kontakt mit verschiedenen bedeutenden Dichtern des Edwardianischen, vor allem aber des Georgianischen Zeitalters, so mit dem „britischen Apollo“ Rupert Brooke und dem englischen Schriftsteller Siegfried Sassoon. Brooke, mit dem er seither eng verbunden war, hatte er 1906 in Cambridge kennengelernt. Marsh war einer der frühesten Förderer von Sassoons literarischem Fortkommen. Neben seinen Kontakten zur literarischen Welt des postviktorianischen Englands pflegte der Musikliebhaber Marsh auch enge Beziehungen mit verschiedenen Künstlern der Musikszene des Londoner West Ends, so zu Lily Elsie, Godfrey Winn (den er von der Amateurbühne ins professionelle Spiel einführte) und Ivor Novello, dem er nach ihrer Bekanntschaft 1915 im „His Majesty's Theatre“ seine Räumlichkeiten für dessen Arbeit als Komponist zur Verfügung stellte. Für Novello schrieb Marsh auch – unter dem Pseudonym Edward Moore – den Text für dessen Song „The Land of Might Have Been“ (1924).
Seinem Chef Winston Churchill stand March nicht nur beruflich, sondern auch privat außerordentlich nahe, so dass er auch nach ihrer beruflichen Trennung ein häufiger Gast auf dessen Landsitz Chartwell und mit dem späteren Premierminister bis zu seinem Tod in intimer (aber platonischer) Freundschaft verbunden blieb.

## Charakter
Marsh wird in Briefen und Memoirenwerken, in denen Bezug auf ihn genommen wird, nahezu einvernehmlich als ein temperamentvoller, charmanter intelligenter, geistvoll-gebildeter und gewitzter, aber auch sensibler Mann beschrieben. Als sein hervorstechendstes körperliche Merkmal wird seine piepsige Stimme vermerkt.

## Auszeichnungen und Ehrungen
Anlässlich seines Ausscheidens aus dem öffentlichen Dienst wurde March in Anerkennung seiner Leistungen zum Knight Commander des Royal Victorian Order (KCVO) geschlagen. In den Jahren nach seiner Pensionierung tat Marsh sich als Übersetzer verschiedener griechischer und römischer Klassiker sowie von Werken bedeutender französischer Autoren hervor.

### Nachlass
- Titel: The Papers of Sir Edward Marsh (genannt 'Marsh Papers')
- Aufbewahrungsort (seit 1972): Churchill Archives Centre/ Churchill Archives Centre/ Churchill College/ Cambridge/ CB3 0DS/ United Kingdom
- Dokumentarische Kennung: GBR/0014/EMAR
- Umfang: Eine Archiv-Box.
- Inhalt: Photokopische Vervielfältigungen von Briefen und Dokumenten die überwiegend in Zusammenhang mit Winston Churchill stehen.
- Zeitraum: Die Dokumente behandeln überwiegend die Jahre 1900–1962.

### Werke (chronologisch)
- Rupert Brooke, 1918. (Memoirenband).
- The Fables of Jean de la Fontaine, 1933. (Übersetzung der Fabeln Jean de la Fontaines ins Englische).
- A Number of People, 1938. (Memoirenband).
- The Odes of Horace, 1941. (Übersetzung nach Horaz)
- Minima, 1947. (Übersetzung)
- Dominique, 1948. (Übersetzung)

### Korrespondenz
- Hassall, Christopher (Hg.): Ambrosia and Small Beer: The Record of Correspondence between Edward Marsh and Christopher Hassall, 373 S., London 1964 (Longmans).

### Bibliographien
- C. Hassall: Edward Marsh. Patron of the Arts, 1959.